# Фердинанд Перутка
Фердинанд Перутка (6 лютого 1895, Прага — 20 квітня 1978, Нью-Йорк) — чеський журналіст і письменник. Видатний політичний мислитель і журналіст часів Першої Чехословацької республіки, Перутка переслідувався нацистським режимом за свої демократичні переконання та був ув'язнений у концтаборі Бухенвальд. Після державного перевороту 1948 року Комуністичною партією Чехословаччини він емігрував до Великої Британії, а згодом до Сполучених Штатів Америки.

## Життєпис
Перутка народився в чесько-німецькій родині в Празі у 1895 році. У 1913 почав свою журналістську діяльність. Після Першої світової війни він став головним редактором нової газети Tribuna («Трибуна»). Деякі статті, опубліковані в Tribuna, пізніше були включені до книжок Z deníku žurnalistova («Щоденник журналіста») і, перш за все, Jací jsme («Які ми») — у цій книжці Перутка відобразив деякі міфи про чеську націю.
У 1924 році Перутка перейшов від Tribuna до Lidové noviny і, завдяки пожертві Томаша Масарика, заснував журнал Přítomnost («Присутність»). Як коментатор він став дуже впливовим, стоячи на позиції «Замку» (групи президента Масарика) і критикуючи як комуністів, так і правих, представлених національно-демократичною партією першого чехословацького прем'єр-міністра Карела Крамаржа. Свої політичні та інші погляди Перутка висловив також у кількох книгах: Boje o dnešek («Боротьби за сьогодні»), Ano a ne («Так і ні»), Budování státu («Розбудова держави») та Osobnost, chaos a zlozvyky («Особистість, хаос і шкідливі звички»). Як представника чеської демократичної традиції, Перутка був заарештований після початку Другої світової війни в 1939 році та утримувався в концтаборі Бухенвальд до 1945 року. Йому запропонували свободу за умови, що він працюватиме редактором колабораціоністської газети «Přítomnost»; він відмовився і всю війну провів у Бухенвальді.
Після звільнення Перутка став головним редактором газети Svobodné noviny і відновив свій знаменитий журнал Přítomnost під назвою Dnešek («Сьогодні»). Журнал став відомим завдяки своїй критичній позиції щодо післявоєнного насильства, скоєного проти німецької меншини та сотен ймовірних колабораціоністів. Однак, він також вписувався в загальну картину того часу, розміщуючи ілюзорні погляди на комуністичну партію, недооцінюючи її тоталітарні претензії. Перутка написав дві драми: Oblak a valčík («Хмарка і вальс») і Štastlivec Sula («Сула щасливий чоловік»). Політичні статті Перутка опублікував у книзі «Так чи інакше».
У 1945–1946 роках Перутка також був членом Тимчасових національних зборів від Чехословацької націонал-соціальної партії. Він засідав у парламенті до парламентських виборів 1946 року. Через чехословацький державний переворот 1948 року Перутка вирішив емігрувати. У 1951 році став директором чеського відділу Радіо Вільна Європа.
Сума його демократичних життєвих поглядів була видана в 1959 році як «Демократичний маніфест».
В еміграції Перутка також став прозаїком. Свою драму він переписав на однойменний роман. Другий роман, Pozdější život Panny («Пізніше життя Богородиці»), стосується ідеї порятунку Жанни д’Арк. Остання драма Перутки називалася Kdybych se ještě jednou narodil («Якби я народився ще раз»).